# Arctostaphylos rudis
Arctostaphylos rudis är en ljungväxtart som beskrevs av Jepson och Wiesl. Arctostaphylos rudis ingår i släktet mjölonsläktet, och familjen ljungväxter. Inga underarter finns listade i Catalogue of Life.